# Yojana (Zeitschrift)
Yojana ist eine monatlich erscheinende Zeitschrift, die von der indischen Regierung herausgegeben wird. Sie dient als Forum für die Diskussion und Analyse von Entwicklungsplänen und -programmen des Landes.
Die Zeitschrift erscheint in 13 Sprachen, darunter Englisch und Hindi, und richtet sich an ein breites Publikum, um Informationen über verschiedene sozioökonomische Themen zu verbreiten.
Yojana enthält Artikel von Experten, politischen Entscheidungsträgern und Akademikern, die unterschiedliche Perspektiven auf Entwicklungsfragen präsentieren. Die Zeitschrift ist sowohl in gedruckter Form als auch online verfügbar.